# Mistrzostwa Europy w Saneczkarstwie 2024 (tory naturalne)
30. Mistrzostwa Europy w saneczkarstwie na torach naturalnych 2024 odbyły się w dniach 3 – 4 lutego we włoskim Jaufental. Rozegrane zostały cztery konkurencje: jedynki kobiet, jedynki mężczyzn, dwójki oraz zawody drużynowe.

## Terminarz i medaliści
| Data          | Miejscowość | Konkurencja      | Złoto                                      | Srebro                                      | Brąz                               |
| ------------- | ----------- | ---------------- | ------------------------------------------ | ------------------------------------------- | ---------------------------------- |
| 4 lutego 2024 | Jaufental   | Jedynki kobiet   | Evelin Lanthaler                           | Riccarda Rütz                               | Jenny Castiglioni                  |
| 4 lutego 2024 | Jaufental   | Jedynki mężczyzn | Patrick Pigneter                           | Michael Scheikl                             | Fabian Brunner                     |
| 3 lutego 2024 | Jaufental   | Dwójki           | Austria Maximilian Pichler · Nico Edlinger | Włochy Matthias Lambacher · Peter Lambacher | Włochy Tobias Paur · Andreas Hofer |
| 4 lutego 2024 | Jaufental   | Drużynowe        | Włochy Evelin Lanthaler · Patrick Pigneter | Austria Riccarda Rütz · Michael Scheikl     | Niemcy Lisa Walch · Bine Mekina    |

## Klasyfikacja medalowa
| Miejsce | Państwo | złoto | srebro | brąz | Razem |
| ------- | ------- | ----- | ------ | ---- | ----- |
| 1.      | Włochy  | 3     | 1      | 3    | 7     |
| 2.      | Austria | 1     | 3      | 0    | 4     |
| 3.      | Niemcy  | 0     | 0      | 1    | 1     |

## Mistrzostwa Europy U-23
Medaliści rozegranych jednocześnie mistrzostw Europy do lat 23.
| Konkurencja      | Złoto                              | Srebro                                     | Brąz                             |
| ---------------- | ---------------------------------- | ------------------------------------------ | -------------------------------- |
| Jedynki kobiet   | Riccarda Rütz                      | Jenny Castiglioni                          | Hannah Nagele                    |
| Jedynki mężczyzn | Fabian Brunner                     | Daniel Gruber                              | Miguel Brugger                   |
| Dwójki           | Włochy Tobias Paur · Andreas Hofer | Słowacja Pater Neupauer · Dominik Neupauer | Niemcy Bine Mekina · Simon Dietz |